# 3209 Buchwald
3209 Buchwald è un asteroide della fascia principale. Scoperto nel 1982, presenta un'orbita caratterizzata da un semiasse maggiore pari a 2,1926105 UA e da un'eccentricità di 0,0528651, inclinata di 5,23099° rispetto all'eclittica.